# Ростковиус, Фридрих Вильгельм
Фридрих Вильгельм Готтлиб Теофил Ростковиус (нем. Friedrich Wilhelm Gottlieb Theophil Rostkovius; 1770—1848) — немецкий ботаник, миколог и врач.

## Биография
Фридрих Вильгельм Готтлиб Ростковиус родился в 1770 году.
Учился у ботаника Карла Людвига Вильденова в Университете Галле. В 1801 году Университет Галле присвоил Ростковиусу степень доктора философии. Его диссертация была посвящена роду Ситник. При её написании Ростковиус использовал гербарий Вильденова в Берлинском ботаническом саду (B-W).
Ростковиус переписывался с ботаником Д. Ф. Л. фон Шлехтендалем, их письма хранятся в Университете Галле-Виттенберг (HAL).
Фридрих Ростковиус скончался 17 августа 1848 года.

## Некоторые научные работы

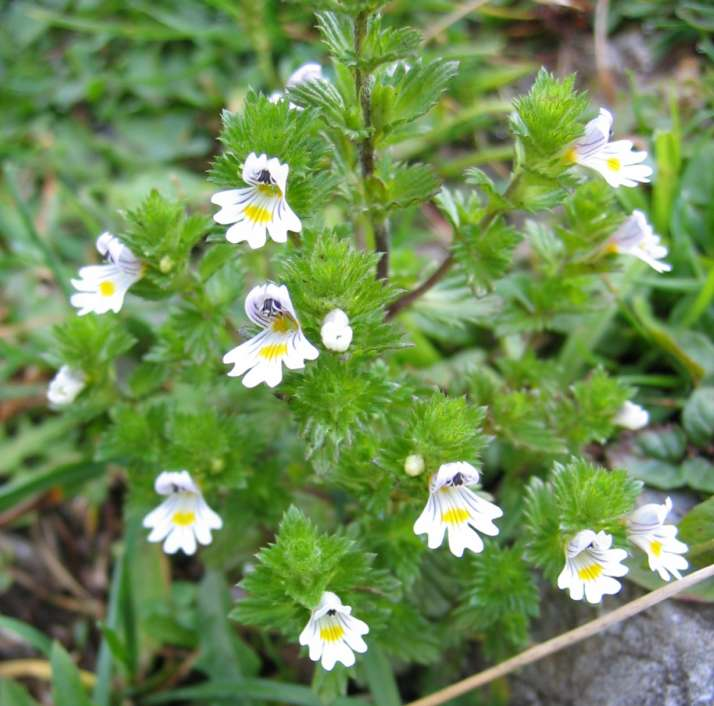
Euphrasia rostkoviana

- Rostkovius, F.W.G. (1801). De Junco. 59 p.
- Rostkovius, F.W.G. (1824). Flora sedinensis. 411 p.
- Rostkovius, F.W.G. in Sturm, J. (1828—1848). Pilze. Deutschlands flora.

## Роды и виды, названные в честь Ф. В. Г. Ростковиуса
- Rostkovia Desv., 1809
- Rostkovites P.Karst., 1881 [syn.  Suillus Gray, 1821]
- Euphrasia rostkoviana Hayne, 1825
- Juncus rostkovii E.Mey., 1822 [syn.  Juncus nodosus L., 1762]
- Polyporus rostkovii Fr., 1838 [syn.  Polyporus squamosus (Huds.) Fr., 1821]